# Брахнов Володимир Михайлович
Брахно́в Володимир Михайлович (14 липня 1913, с. Мартинівка, нині Курської області, РФ — 11 квітня 1983, Київ) — радянський мовознавець. Кандидат філологічних наук (1961). 

## Життєпис
Закінчив Київський університет (1941), Військово-юридичні курси при Військово-юридичній академії (1942). Працював на виробництві; від 1946 — в Інституті мовознавства АН УРСР: старший лаборант, м. н. с. (1947—1963), ст. н. с. (1963—1977). Досліджував українські діалекти й фонетичні явища української мови; складав карти до діалектологічного атласу.

## Родина
Дружина: Брахнова Ірина Тихонівна (1925—2001) — український лікар і науковець-токсиколог, доктор медичних наук.

## Праці
- Фонетичні риси говірок Переяслав-Хмельницького району на Київщині // Полтавсько-Київський діалект — основа укр. нац. мови. 1954;
- До акустичної характеристики північно-українських дифтонгів // Питання експериментальної фонетики. 1963. Вип. 1;
- Атлас української мови. Т. 1 (19 карт з коментарями). 1984 (співавтор);
- Склад, його фонетична будова та складоподіл // Сучасна укр. літ. мова. Т. 1. 1969;
- Явища асиміляції в консонантизмі української мови. 1970;
- Взаємозв'язок інтра- й екстралінгвістичних факторів у процесі розвитку мови // Філос. питання мовознавства. 1972 (усі — Київ).